# Вернон Мваанга
Вернон Джонсон Мваанга (25 червня 1944) — політик Замбії. Міністр закордонних справ Замбії (1973—1975; 1991—1994).

## Життєпис
Народився 25 червня 1944 року. Він закінчив коледж Ходжсона в Лусаці, згодом навчався у Стенфордському університеті у США та Оксфордському університеті в Англії.
Вернон Мваанга був верховним комісаром у Великій Британії у 1964—1965 роках, потім послом у Радянському Союзі з 1965 по 1966 рік, а потім як представник Замбії в ООН та був Верховним комісаром у Гаяні, Тринідаді та Тобаго, Барбадосі та Ямайці у 1968—1972 р.
Потім він працював у ЗМІ і працював головним редактором Times of Zambia з 1972 по 1973 рр. У 1973 р. повернувся до політики як міністр закордонних справ і обіймав посаду до 1975 р. З 1976 р. працював на різних посадах в правліннях замбійських компаній до 1985 р. Був заарештований у 1985 році та звинувачений у торгівлі наркотиками. Насправді Об'єднана партія національної незалежності, яка мала більше борців за свободу, хотіла ліквідувати технократів, особливо його. Згодом він продовжував успішно вести бізнес. У 1991 році Фредерик Чілуба знову призначив його міністром закордонних справ, яким він залишався до 1994 року. Тоді він був національним секретарем партії Рух за багатопартійну демократію. 18 червня 2006 року президент Леві Мванаваса призначив його міністром інформації та ЗМІ, а отже, представником уряду. Насправді він став його керівником передвиборчої кампанії, а також очолив комітет з виборчих кампаній MMD. Вернон Мваанга був підтверджений на цій посаді після виборів у Замбії в жовтні 2006 року. Він був призначений депутатом Національної асамблеї Замбії в 2006 році.
Нещодавно преса в Зімбабве назвала Вернона Мваанга провідним світилом у MMD. За часів Кеннета Каунди йому передрікали бути майбутнім президентом Замбії в американському журналі. Мваанга запровадив дипломатичну підготовку для студентів в Національному інституті державного управління, що вказує на професіоналізацію та підвищення ефективності політики в Замбії та зменшує важливість лояльності партії в майбутньому.